# Maxime De Winne
Maxime De Winne (Lokeren, 22 juni 1977) is een Vlaamse acteur, theatermaker en presentator uit Gent. Hij is medeoprichter en creatief ontwikkelaar bij het Gentse 'rariteitenkabinet' cirQ.

## Biografie
Maxime De Winne studeerde in 2001 af als moraalfilosoof aan de Universiteit Gent. Hij volgde daarna een opleiding als theatermaker aan de Toneelacademie Maastricht en studeerde af in 2006.
De Winne werd vooral bekend door zijn samenwerking met de Neveneffecten aan het televisieprogramma Basta voor het productiehuis Woestijnvis. Hij werkte voor dit programma gedurende zes maanden undercover als presentator van belspellen. Na een kritische reportage in het programma en een interview in het weekblad Humo werden op 18 januari 2011 de belspelletjes op VTM en 2BE stopgezet. In mei werd Maxime als kroongetuige verhoord door het parket.
Hij speelde de 'personal trainer' aan de zijde van Jean-Claude Van Damme in een reclamespot voor een wasproduct. Vanaf het najaar van 2011 tot oktober 2013 speelde hij Tibo Timmermans in de populaire Eén-reeks Thuis. Tijdens de zomer van 2012 was hij samen met Sofie Engelen de radiostem en vaste presentator voor Humo, Humoradio on air. In juni 2015 werd De Winne de eerste Vlaamse presentator op Discovery Channel. Hij presenteert er zijn eigen populair-wetenschappelijk programma You Have Been Warned. 
In het voorjaar van 2016 presenteert hij tevens het nieuw programma Deal Duel op VIER.
Van 2015 tot 2023 speelde hij de rol van Quinten Godderis in Familie op VTM.

## Filmografie
- Zone Stad (2005) - als ijshockeyspeler
- Wittekerke (2008) - als fietsenhandelaar
- Over Wolken (2009) - als vader
- Basta (2010-2011) - als undercover belspelmol
- Díoltas (2011) - als Wolf
- Aspe (2011) - als Peter Lauwers
- Vermist (2011) - als Lars Vermeer
- Thuis (2011-2013, 2015) - als Tibo Timmermans
- Binnenstebuiten (2013) - als Mathieu De Bock
- Zuidflank (2013) - als journalist van TVL
- Mega Toby in de Ruimte (2014) - als boef Ronny
- Alters (2014) - als Xavier
- Familie (2015-2023, 2025-heden) - als Quinten Godderis
- Zaak De Zutter (2016) - als Jules Devos
- De regel van 3S (2018) - als Dirk
- Memento Mori (2018) - als speelplaatsbegeleider
- HannaH & Co (2020) - als slechte agent